# Książka brajlo-drukowa
Książka brajlo-drukowa – wydawnictwo książkowe łączące w sobie druk czarny, oraz pismo brajlowskie. Książki te mogą być tworzone są poprzez rozcięcie książki i umieszczenie między każdymi dwiema stronami przezroczystej, plastikowej folii, na której wydrukowany zostaje tekst w alfabecie Braille’a. Dzięki temu widoczny jest jednocześnie tekst czarnodrukowy oraz ilustracja. Zazwyczaj posiadają mniejszy, przez co wygodniejszy w użytkowaniu format. Umożliwiają wspólną lekturę niewidomych dzieci i ich widzących rodziców lub odwrotnie.